# PRIM (relojes)
PRIM es una marca registrada originaria de Checoslovaquia, que denomina los modelos de dos fabricantes de relojes de pulsera checos (Elton Hodinárská y MPM-Quality), envueltos en un litigio judicial por el derecho del uso de la antigua denominación.

## Historia
|  |  |

En 1949 se fundó en Nové Město nad Metují la filial de la empresa Chronotechna ternberk, especializada en la producción de relojes de pulsera y de bolsillo. Los primeros prototipos se fabricaron en 1954 con la marca "Spartak". La marca "PRIM" se registró en 1956 y la producción en serie comenzó en 1957. Checoslovaquia se convirtió así en uno de los doce países del mundo capaces de producir relojes de pulsera completos. La empresa se convirtió en el único fabricante de relojes de Checoslovaquia, alcanzando una producción anual de aproximadamente medio millón de unidades justo antes de la Revolución de Terciopelo.
El fabricante Elton hodinárská de la localidad de Nové Mesto nad Metují producía relojes con esta marca que era propiedad (incluido el logotipo) de la empresa matriz Chronotechna, privatizada por separado después de 1989. Sin embargo, Elton tuvo desacuerdos con el propietario de la marca, la empresa Eutech (sucesora de Chronotechna), y en 2001 Eutech vendió la marca a MPM-Quality. La legitimidad de la venta y el uso de la marca se han visto envueltos en un proceso judicial.
Elton Hodinárská, de Nové Mesto nad Metují, fabrica relojes de lujo personalizados con precios que van desde decenas de miles de coronas checas. La mayoría de las piezas (incluidos los movimientos) se producen en la República Checa. MPM Quality (Frýdek-Místek ensambla sus relojes con piezas importadas del extranjero, lo que permite su venta a precios más asequibles. La firma produce relojes diseñados, terminados y probados en la República Checa, pero los movimientos son importados. El 95 % de los relojes utilizan movimientos Miyota, el 4 % suizos (STP, Sellita, Ronda) y tres modelos utilizan Seagull (Tourbillon, Manager y Retro). La empresa también se especializa en la producción personalizada de cada modelo.
La empresa MPM-Quality utiliza los logotipos originales (tanto los anteriores como los posteriores a 1969) y Elton Hodinárská utiliza el logotipo «Manufacture PRIM 1949» y el logotipo más reciente (desde 1969).
Entre los usuarios de los relojes Elton Hodinárská se encuentran Václav Klaus, Petr Čech y Alain Delon. Como obsequio del Gabinete del Gobierno Checo, se han regalado relojes de la marca a Nicolas Sarkozy, la familia real española, Angela Merkel, Barack Obama, Ferenc Gyurcsány, Robert Fico y Donald Tusk. Elton fue proveedor del Equipo Olímpico Checo en Londres, Sochi y Río de Janeiro. Por su parte, MPM Quality fue proveedor del mencionado equipo de 2017 a 2024, comenzando con los Juegos Olímpicos de Pieonchang 2018.

## Movimientos de relojes de pulsera de Elton hodinárská

### Históricos

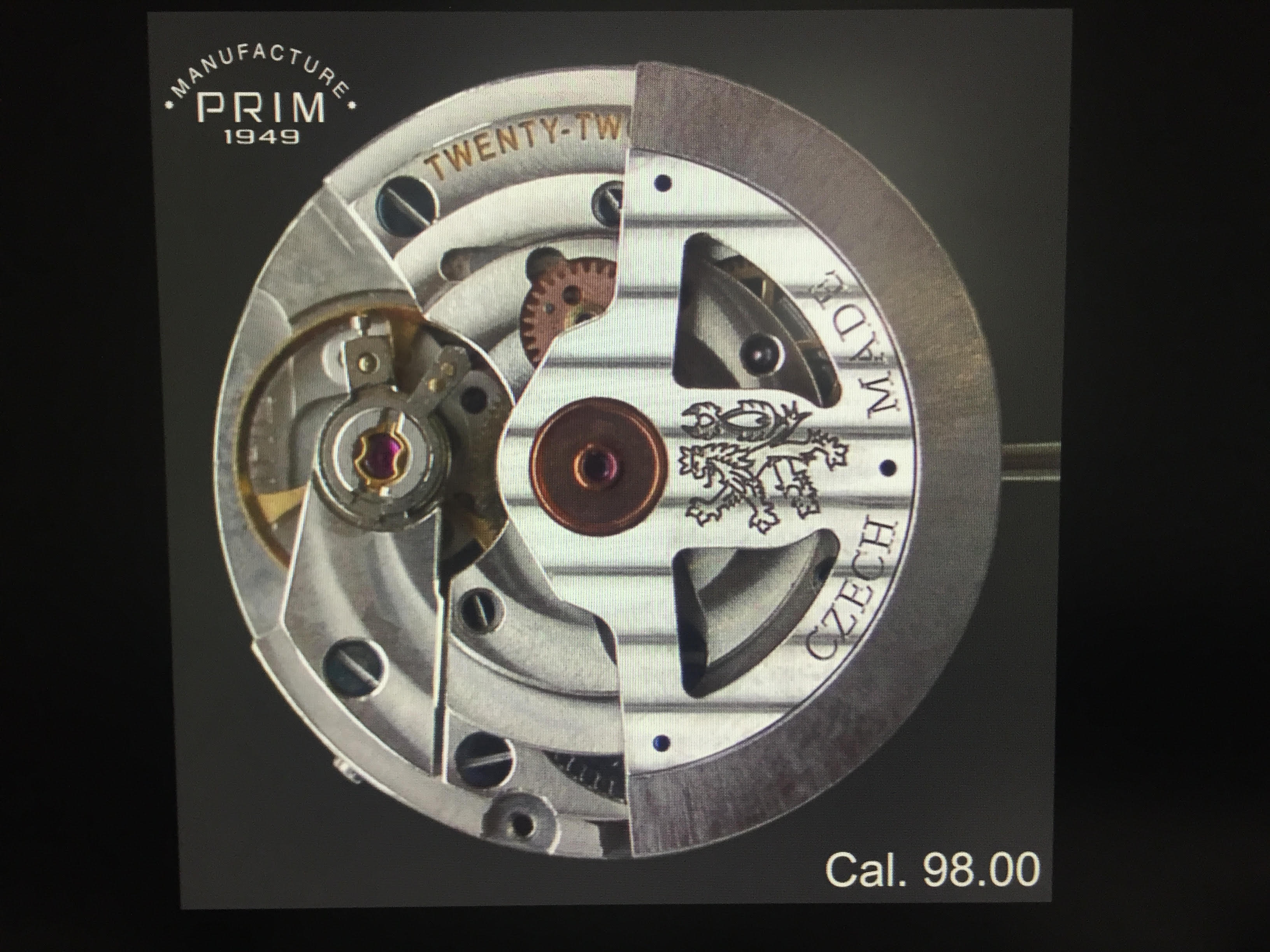
Movimiento Prim calibre 98.00 producido por la compañía Elton

- Calibre 25: el reloj mecánico se derivó directamente en 1954 del modelo Lip R25 original; se utilizó en la primera serie del Spartak y fue reemplazado gradualmente por un calibre 50.
- Calibre 50: mecánico de cuerda manual, derivado en 1954 del modelo Lip R25. 15 rubíes, segundero excéntrico. En producción hasta 1971.
- Calibre 52: mecánico de cuerda manual, derivado en 1955 del calibre 50, con bisel de datos añadido. En producción hasta 1971.
- Calibre 55: mecánico de cuerda manual, segundero central de nueva solución con accionamiento indirecto, 16 rubíes. En producción entre 1958 y 1971.
- Calibre 57: mecánico de cuerda manual, derivado del calibre 55, con bisel de datos añadido. En producción entre 1958 y 1971.
- Calibre 66: mecánico de cuerda manual, nuevo diseño de calibre derivado del modelo suizo ETA 1080, 17 rubíes. En producción entre 1965 y 1993.
- Calibre 68: mecánico de cuerda manual, derivado del calibre 66, con bisel de datos añadido. En producción entre 1969 y 1993.
- Calibre 70: mecánico de cuerda manual desde 1971, no se introdujo en producción.
- Calibre 80: mecánico de cuerda manual, 17 rubíes. En producción entre 1971 y 1993.
- Calibre 96 - mecánico con cuerda automática, 21 rubíes. En producción entre 1971 y 1989.
- Calibre 97 - mecánico con cuerda automática, 21 rubíes, corona de fecha con indicador de día y fecha. En producción entre 1979 y 1989.
- Calibre 200 - cuarzo, 7 rubíes. En producción entre 1988 y 1995.
- Calibre 210 - cuarzo, 7 rubíes, corona de datos. En producción entre 1993 y 1995.

### En producción
- Calibre 105 - mecánico con cuerda automática, 24 rubíes. En producción desde 2017.
- Calibre 103 - mecánico con cuerda manual, 19 rubíes. En producción desde 2017.
- Calibre 98.00/98.01 - mecánico con cuerda automática, 22 rubíes. En producción desde 2009/2013.
- Calibre 95 - mecánico de cuerda automática, 22 rubíes. En producción desde 2013.
- Calibre 94/94.01/93 - mecánico de cuerda manual, 17 rubíes. En producción desde 2009/2010/2013.
- Calibre 75 - mecánico de cuerda automática, 26 rubíes. En producción desde 2019.